# Laguna Mancornadas
La laguna Mancornadas es una gran laguna boliviana de agua dulce ubicada al noreste del lago Rogagua en la provincia del General José Ballivián en el oeste del departamento del Beni. Está formada por dos grandes cuerpos de agua unidos por un pequeño estrecho de 120 metros, esta laguna tiene unas dimensiones de 18 km de largo en dirección nor-este por 7 km de ancho en su parte norte, cuenta con una superficie de 7.416,5 hectáreas o 74,16 km². En el sur del lago existe una isla llamada Santuario de las aves por la gran cantidad de aves que anidan y descansan en dicha isla, entre ellas son garzas y cigüeñas.